# Picotpaulita
La picotpaulita és un mineral de la classe dels sulfurs. Rep el nom en honor del mineralogista francès Paul Picot (n. 1931), del Bureau de Recherches Géologiques et Miniéres (BRGM), a Orleans, França.

## Característiques
La picotpaulita és un sulfur de fórmula química TlFe₂S₃. Cristal·litza en el sistema ortoròmbic. La seva duresa a l'escala de Mohs és 2.
Segons la classificació de Nickel-Strunz, la picotpaulita pertany a «02.CB - Sulfurs metàl·lics, M:S = 1:1 (i similars), amb Zn, Fe, Cu, Ag, etc.» juntament amb els següents minerals: coloradoïta, hawleyita, metacinabri, polhemusita, sakuraiïta, esfalerita, stil·leïta, tiemannita, rudashevskyita, calcopirita, eskebornita, gal·lita, haycockita, lenaïta, mooihoekita, putoranita, roquesita, talnakhita, laforêtita, černýita, ferrokesterita, hocartita, idaïta, kesterita, kuramita, mohita, pirquitasita, estannita, estannoidita, velikita, chatkalita, mawsonita, colusita, germanita, germanocolusita, nekrasovita, estibiocolusita, ovamboïta, maikainita, hemusita, kiddcreekita, polkovicita, renierita, vinciennita, morozeviczita, catamarcaïta, lautita, cadmoselita, greenockita, wurtzita, rambergita, buseckita, cubanita, isocubanita, raguinita, argentopirita, sternbergita, sulvanita, vulcanita, empressita i muthmannita.

## Formació i jaciments
Va ser descoberta al dipòsit d'Àlxar, situat a la localitat de Rožden, a Kavadarci (Macedònia del Nord). També ha estat descrita a la propera Crven Dol, així com a la pedrera Lengenbach (Valais, Suïssa) i al dipòsit de tal·li i arsènic de Nanhua (Yunnan, República Popular de la Xina).